# 1846
1846 (số La Mã: MDCCCXLVI) là một năm thường bắt đầu vào thứ Năm trong lịch Gregory.

## Sinh
- Không rõ – Nguyễn Phúc Phúc Huy, phong hiệu Thuận Mỹ Công chúa, công chúa con vua Thiệu Trị (m. 1870)

## Mất
- 6 tháng 11 – Trần Thị Đang, cung phi của vua Gia Long, mẹ của vua Minh Mạng, tôn hiệu Nhân Tuyên Thái hậu, thụy hiệu Thuận Thiên Cao Hoàng hậu (s. 1769).
- Không rõ – Nguyễn Phúc Ngọc Cửu, phong hiệu An Lễ Công chúa, công chúa con vua Gia Long (s. 1802).
- Không rõ – Nguyễn Phúc Ngọc Nguyệt, phong hiệu Nghĩa Hòa Công chúa, công chúa con vua Gia Long (s. 1803).